# جو كينغ (موسيقي)
جو كينغ (بالإنجليزية: Joe King)‏ هو موسيقي وعازف قيثارة أمريكي، ولد في 25 مايو 1980 في كولورادو في الولايات المتحدة.

## وصلات خارجية
- الموقع الرسمي
- جو كينغ على موقع IMDb (الإنجليزية)
- جو كينغ على موقع ميوزك برينز (الإنجليزية)
- جو كينغ على موقع أول ميوزيك (الإنجليزية)
- جو كينغ على موقع ديسكوغز (الإنجليزية)